# Francia ai Giochi della IV Olimpiade
La Francia partecipò ai Giochi della IV Olimpiade che si sono svolti a Londra dal 25 agosto all'11 settembre 1908, con una delegazione di 208 atleti impegnati in tredici discipline.